# Anders Arborelius

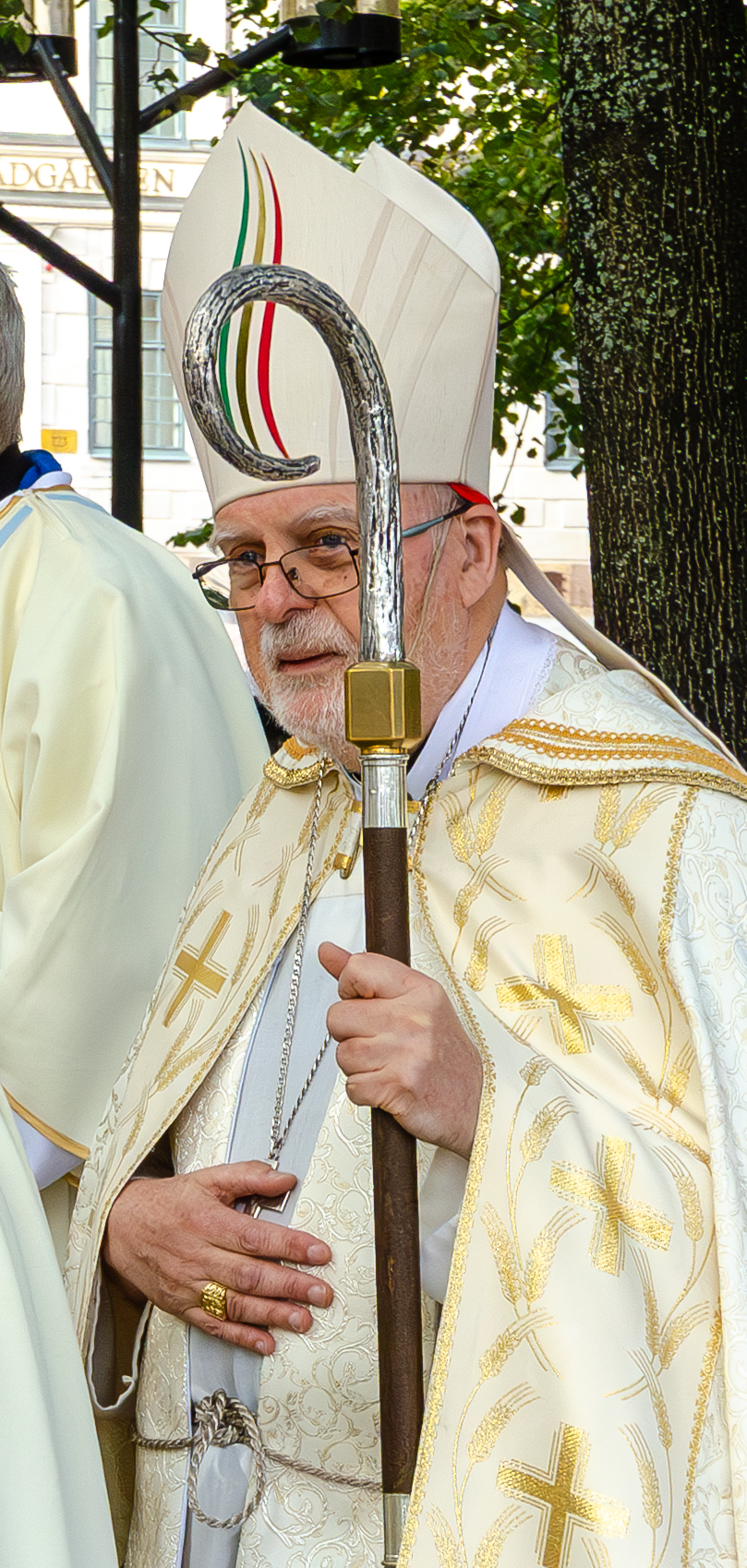
Anders Kardinal Arborelius OCD (2024)

Kardinalswappen von Anders Arborelius

Bischofswappen von Anders Arborelius

Lars Anders Kardinal Arborelius OCD (* 24. September 1949 in Sorengo, Bezirk Lugano, Schweiz) ist ein schwedischer Ordensgeistlicher, römisch-katholischer Bischof von Stockholm und Kardinal.

## Leben
Anders Arborelius, Spross des schwedischen Geschlechts Arborelius aus Arboga, stammt aus einer Architektenfamilie. Während einer Reise seiner Familie in der Schweiz geboren, wuchs er im südschwedischen Lund auf. Seine Eltern hatten sich scheiden lassen. Er studierte Moderne Sprachen (Englisch und Deutsch) an der Universität Lund. Im Alter von 20 Jahren konvertierte er vom schwedisch-lutherischen zum römisch-katholischen Bekenntnis.
Im Alter von 22 Jahren trat Lars Arborelius in das Karmelitenkloster von Norraby in Tågarp ein, unweit von Landskrona. In seinem Noviziat prägte ihn besonders Wilfrid Stinissen. Von 1971 bis 1998 war er Mönch von Norraby, zwischendurch studierte er Philosophie in Brügge und Theologie an der Päpstlichen Fakultät Teresianum in Rom. Bischof Hubertus Brandenburg spendete ihm am 8. September 1979 in Malmö die Priesterweihe.
Am 17. November 1998 wurde Arborelius von Papst Johannes Paul II. zum ersten schwedischstämmigen Bischof des katholischen Bistums Stockholm berufen. Die Bischofsweihe spendete ihm am 29. Dezember 1998 sein Amtsvorgänger Hubertus Brandenburg; Mitkonsekratoren waren William Kenney CP, Weihbischof in Birmingham, und Alfons Nossol, Bischof von Oppeln. Von 2005 bis 2015 war Arborelius Vorsitzender der Nordischen Bischofskonferenz.
Von 2007 bis 2016 war Bischof Arborelius Großprior der Statthalterei Schweden des Ritterordens vom Heiligen Grab zu Jerusalem. Mit Kardinal-Großmeister Edwin Frederick O’Brien war er maßgeblich daran beteiligt, dass mit der Investitur von Czeslaw Kozon, Bischof von Kopenhagen, eine eigenständige Statthalterei des Ordens in Dänemark begründet und 2016 in einer Statthalterei für Schweden und Dänemark zusammengelegt wurde. Er wurde 2017 zum Großkreuzritter und zum Ehren-Großprior der Statthalterei von Schweden und Dänemark ernannt.
Im Konsistorium vom 28. Juni 2017 nahm ihn Papst Franziskus als Kardinalpriester mit der Titelkirche Santa Maria degli Angeli e dei Martiri in das Kardinalskollegium auf und ist damit der erste Schwede, der je zum Kardinal ernannt wurde.
Papst Franziskus ernannte ihn am 23. Dezember 2017 zum Mitglied des Päpstlichen Rates zur Förderung der Einheit der Christen. Am 13. Juli 2019 berief ihn Papst Franziskus zudem für fünf Jahre zum Mitglied der Kongregation für den Klerus sowie am 13. Juli 2022 zum Mitglied des Dikasteriums für die Bischöfe.
Papst Franziskus ernannte Kardinal Arborelius im Mai 2021 zum Apostolischen Visitator der Erzdiözese Köln. Zusammen mit Johannes van den Hende (Bischof von Rotterdam, Vorsitzender der Niederländischen Bischofskonferenz) untersuchte er im Juni desselben Jahres die komplexe pastorale Situation im Erzbistum und insbesondere auch eventuelle Fehler des Kölner Erzbischofs Kardinal Woelki und der anderen betroffenen Bischöfe und Weihbischöfe im Umgang mit Fällen sexuellen Missbrauchs.

## Wirken
In seinem Wirken als Bischof in einer Diözese mit Gläubigen aus ca. 80 Nationen und in seinen Veröffentlichungen bezieht sich Arborelius auf den Fundus karmelitischer Spiritualität sowie auf Wilfrid Stinissen, Edith Stein, Johannes vom Kreuz und Marie-Antoinette de Geuser.
Arborelius äußerte in einem Interview im Sommer 2009, dass er den Vatikan im November 2008 über die Holocaustleugnungen eines von der katholischen Kirche exkommunizierten Bischofs der schismatischen Priesterbruderschaft St. Pius X., Richard Williamson, unterrichtet habe. Der vormalige Kurienkardinal Darío Castrillón Hoyos widersprach dieser Darstellung. Um einen Eklat zu vermeiden – Papst Benedikt XVI. hatte im Januar 2009 die  Exkommunikation Williamsons aufgehoben und nach internationalen Protesten erklärt, von dessen Holocaustleugnung nichts gewusst zu haben –, verhinderte Arborelius zunächst die Veröffentlichung des Interviews, stimmte ihr dann aber im September 2009 doch zu.

## Auszeichnung
Im Dezember 2017 wurde Anders Arborelius als erster und einziger Kardinal Schwedens von der schwedischen Zeitschrift Fokus zum Schweden des Jahres  gewählt. Als Begründung für die Auszeichnung wurde sein Umgang mit Migranten genannt.

## Veröffentlichungen (Auswahl)
- Andens ABC. Att leva av det eviga ordet. Libris, Stockholm 2011.[16]
  - Deutsche Ausgabe: Mit heiliger Ungeduld. Nichts ist unmöglich für Gottes Geist. Eingeleitet und übersetzt von Dominik Terstriep. St. Benno, Leipzig 2018, ISBN 978-3-7462-5144-8.[17]